# Alpha (álbum de Alice Nine)
Alpha é o segundo álbum de estúdio da banda de Visual Kei, Alice Nine. Foi lançado em 28 de novembro de 2007. Alpha inclui 12 faixas, 4 das quais foram anteriormente lançadas como singles. Duas versões do álbum foram liberadas no mesmo dia: uma edição normal, apenas com um CD, e uma edição especial com um DVD exclusivo, que inclui dois novos vídeos musicais. A canção "Eraser", foi lançada também no single "Mirror Ball", a qual uma faixa seria instrumental e a outra igual a do album.

## Recepção
Alpha alcançou a nona posição nas paradas da Oricon Albums Chart.

## Turnê
Em 10 de janeiro de 2008, a banda começaria uma turnê pelo Japão com 14 shows em 13 lugares pelo país, mas a turnê teve que ser adiada por conta do guitarrista Tora, que estava sofrendo de hérnia de disco.

## Faixas[4]
| N.º            | Título                           | Duração |  |
| 1.             | "Zero"                           | 4:47    |  |
| 2.             | "Cosmic World"                   | 5:07    |  |
| 3.             | "Aoi Tori" (蒼い鳥)              | 3:22    |  |
| 4.             | "Jewels"                         | 4:45    |  |
| 5.             | "9th Revolver"                   | 3:01    |  |
| 6.             | "-Dice-"                         | 3:25    |  |
| 7.             | "Number Six."                    | 5:36    |  |
| 8.             | "Kousai" (虹彩)                  | 7:35    |  |
| 9.             | "White Prayer"                   | 3:59    |  |
| 10.            | "Eraser" (イレイザー)            | 3:21    |  |
| 11.            | "Blue Planet" (ブループラネット) | 3:19    |  |
| 12.            | "Cradle to [Alpha]"              | 2:24    |  |
| Duração total: | Duração total:                   | 52:34   |  |

| Faixas bônus da edição limitada (DVD) |                             |         |  |
| N.º                                   | Título                      | Duração |  |
| 1.                                    | "Cosmic World" (Videoclipe) |         |  |
| 2.                                    | "Blue Planet" (Videoclipe)  |         |  |

## Singles
- Cosmic World
- Jewels
- Number Six
- White Prayer
- Eraser
- Blue Planet

## Ficha técnica

### Alice Nine
- Shou (将) - vocal
- Hiroto (ヒロト) - guitarra
- Tora (虎) - guitarra
- Saga (沙我) - baixo
- Nao (ナオ) - bateria